# Conrad Karl Friedrich von Andlau-Birseck

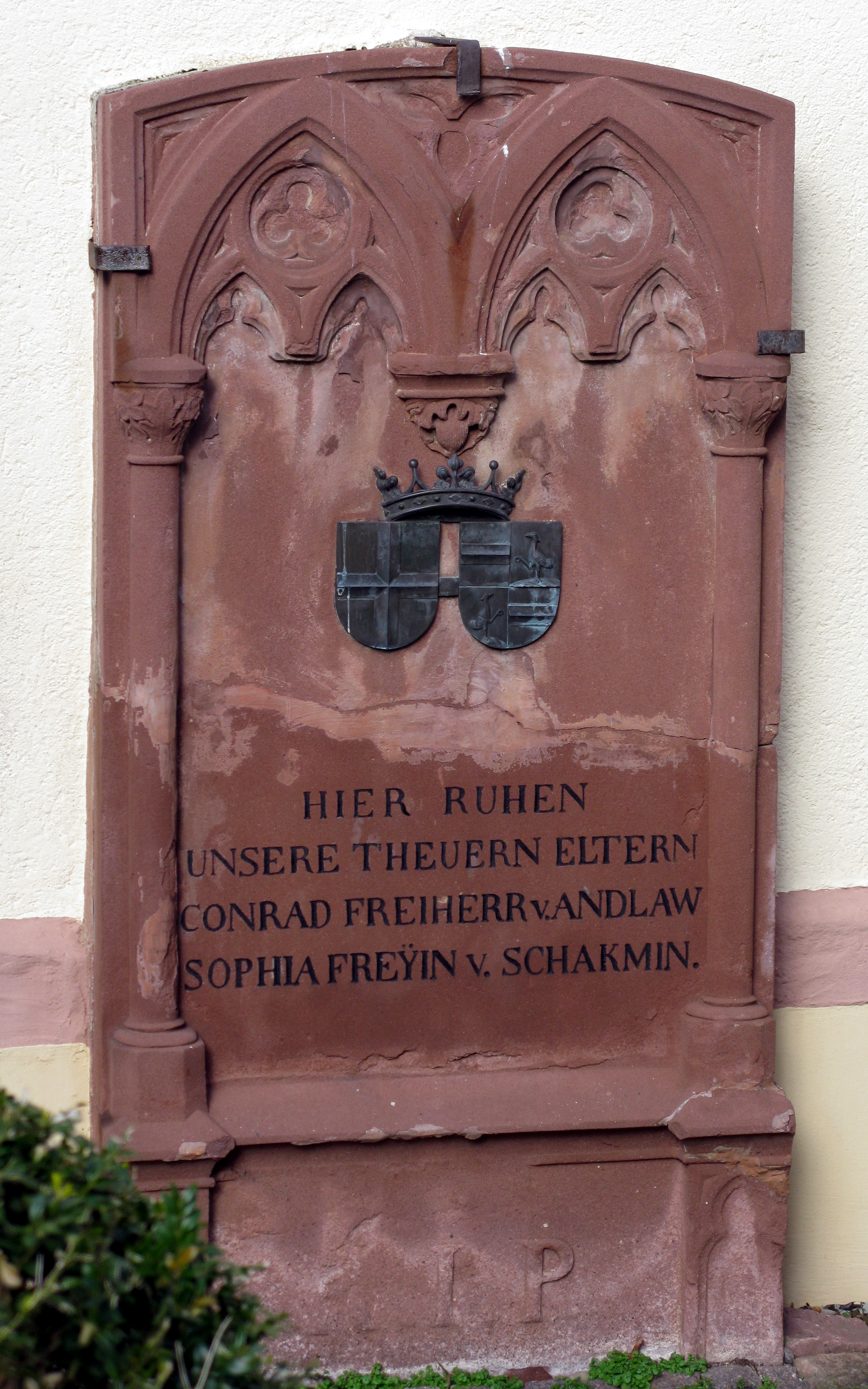
Grabstein für Conrad von Andlau und Gattin Sophia an der Martin-Luther-Kirche in March-Hugstetten

Conrad Karl Friedrich von Andlau-Birseck (* 23. Dezember 1766 in Arlesheim; † 25. Oktober 1839 in Freiburg im Breisgau), auch Konrad Karl Friedrich von Andlaw-Birseck, war ein badischer Politiker und 1810 leitender Staatsminister von Baden.

## Herkunft
Andlau-Birseck war der Sohn der Balbina von Staal und des Konrad von Andlau-Birseck oder gemäß abweichender Angaben des Franz Carl von Andlau.

## Leben
1770 bis 1791 war Andlau-Birseck Offizier bei der französischen Armee. 1780 trat er dabei in das fürstbischöfliche Regiment von Eptingen ein und erlangte 1786 den Rang des Unterleutnants. Er studierte in Würzburg Jura und wurde 1788 Hofratsassessor in Pruntrut. Bis 1791 war er außerdem Adelsvertreter in der Ständeversammlung des Fürstbistums Basel.
1792 floh er wegen der französischen Revolution nach Biel und ein Jahr später nach Olten. 1794 musste er nach Freiburg fliehen und wurde dort 1802 Administrator vom Breisgau und Ortenau. 1805 wurde er im vereinten Großherzogtum Baden zum Regierungspräsident in Freiburg ernannt und 1807 schließlich zum Hofrichter. 1809 war er Zivilkommissar der badischen Truppen in Wien und daneben 1809 bis 1810 als Gesandter in Paris tätig. 1810 wirkte er am Staatsvertrag zwischen Baden und Hessen sowie Baden und Württemberg mit. Schließlich kehrte er aber nach Baden zurück und übernahm vom 28. Februar 1810 bis zum 11. April 1813 den Posten des Innenministers. Daneben war er für kurze Zeit leitender Staatsminister. 1813 war er wieder als Hofrichter in Freiburg tätig und wurde 1814 von zum Gouverneur der Freigrafschaft Burgund, des Departements Vogesen und des Fürstentums Pruntrut ernannt. Nach dem Frieden von Paris und der Neuordnung der Grenzen umfasste sein Verwaltungsgebiet jedoch nur noch das frühere Fürstbistum Basel, wo er vergeblich versuchte, unter seiner Führung eine Regierung zu bilden. Von 1817 bis zum Ruhestand 1833 arbeitete er erneut als badischer Hofrichter.

## Familie
1798 heirateten Andlau-Birseck und Sophie (Maria Sophia Helena Walpurga Crescentia) von Schakmin (von Schackmin, de Jaquemin). Das Ehepaar hatte vier Kinder, darunter Franz Xaver und Heinrich Bernhard. Der Sohn Heinrich Bernhard war in Baden kirchenpolitisch aktiv.